# Hemibagrus hoevenii
Hemibagrus hoevenii is een straalvinnige vissensoort uit de familie van stekelmeervallen (Bagridae). De wetenschappelijke naam van de soort is voor het eerst geldig gepubliceerd in 1846 door Bleeker.